# Calvados (megye)
Calvados (IPA: [kalvaˈdos]) a 83 eredeti département egyike, amelyeket a francia forradalom alatt 1790. március 4-én hoztak létre.

## Elhelyezkedése
Franciaország északnyugati részén, Alsó-Normandia régiójában található megyét keletről Seine-Maritime és Eure, délről Orne, nyugatról Manche megyék, északról pedig az Atlanti-óceán határolja.

## Gazdasága
Calvados gazdasága a mezőgazdaságra épül. A terület neves az almaboráról és almapárlatáról (calvados), illetve a vajról és a sajtról.

## Települések
A megye legnagyobb városai 2011-ben:

| Település              | Népesség |
| ---------------------- | -------- |
| Caen                   | 108 793  |
| Hérouville-Saint-Clair | 21 434   |
| Lisieux                | 21 640   |
| Bayeux                 | 13 222   |
| Vire                   | 11 999   |
| Mondeville             | 9 450    |
| Ifs                    | 11 028   |
| Ouistreham             | 9 381    |
| Falaise                | 8 279    |
| Honfleur               | 8 093    |

## Galéria

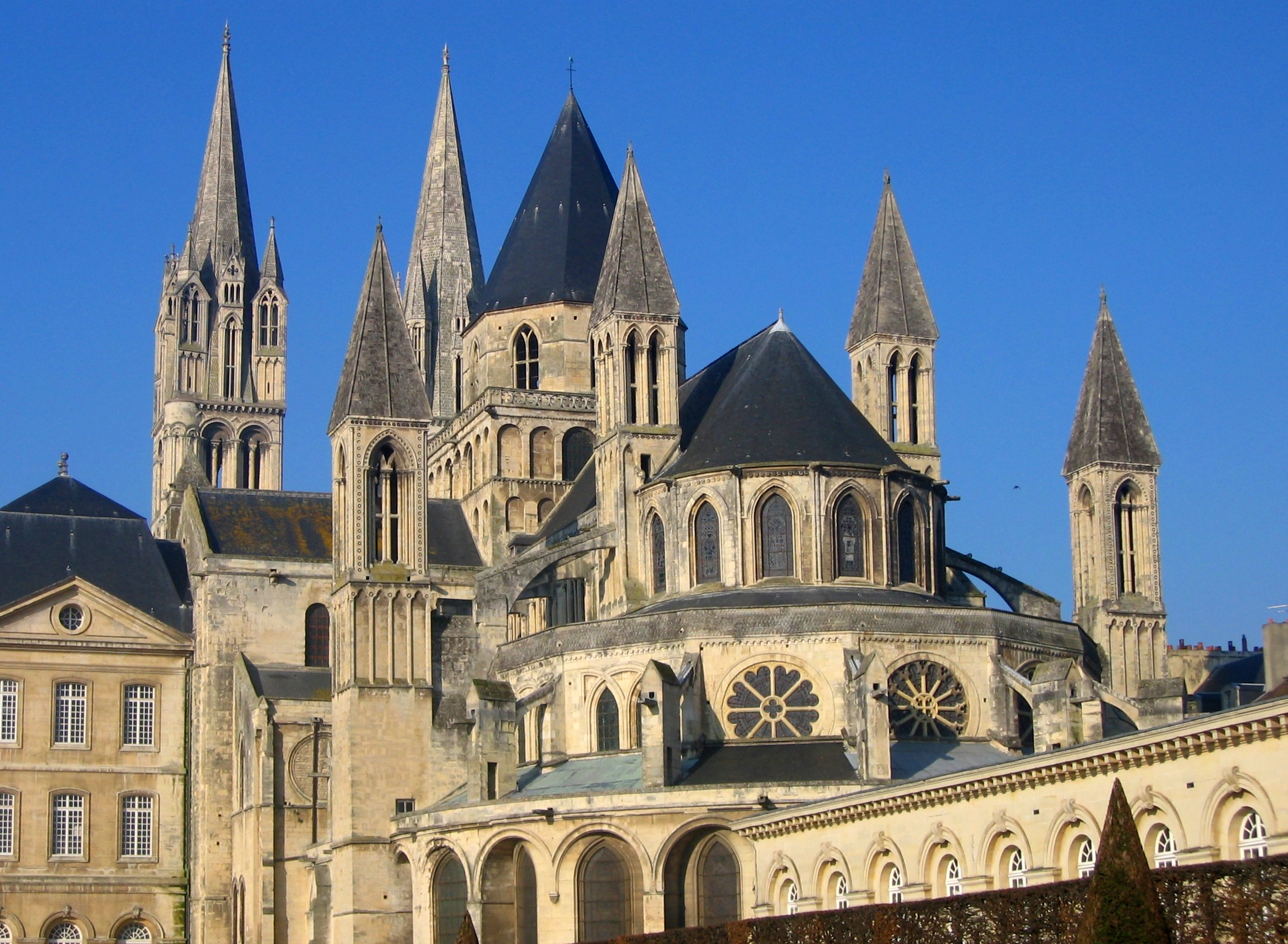
Caen
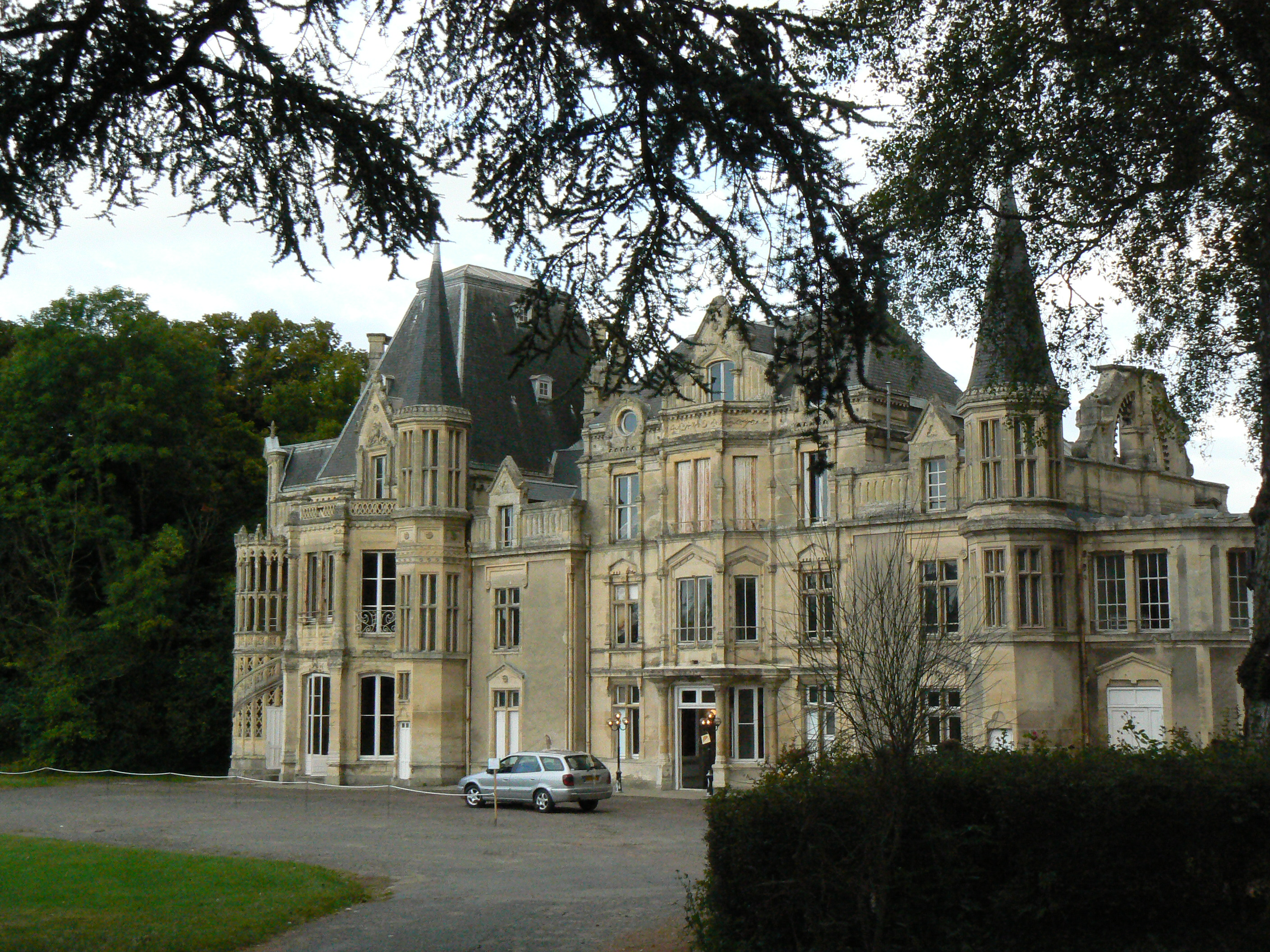
Hérouville-Saint-Clair
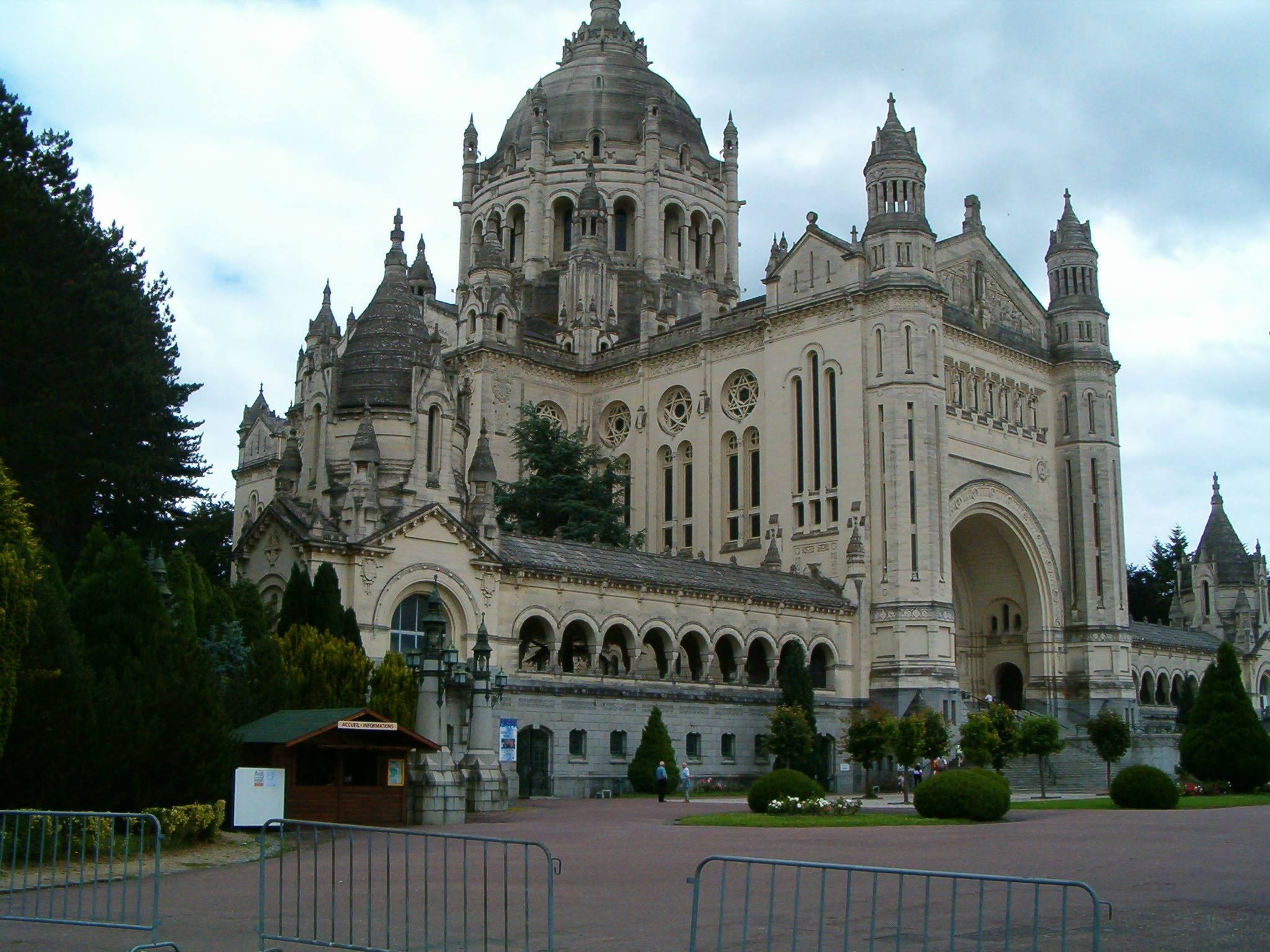
Lisieux
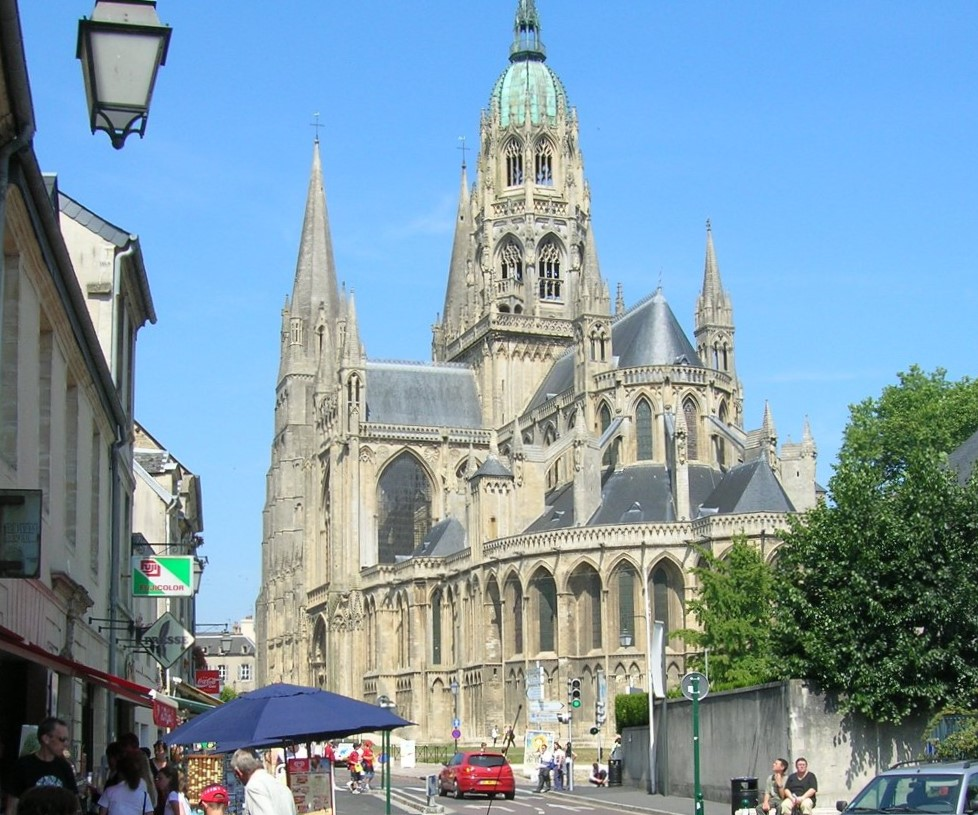
Bayeux